# Fawzia af Egypten
Fawzia Fuad af Egypten (persisk: شاهدخت فوزیه, arabisk: الأميرة فوزية, tyrkisk: Prenses Fevziye 5. november 1921 – 2. juli 2013) var en egyptisk prinsesse, der var dronning af Iran fra 1941 til 1948 gennem sit ægteskab med shah Mohammad Reza Pahlavi. Hun var datter af kong Fuad 1. af Egypten og tilhørte Muhammad Ali-dynastiet.

## Biografi
Hun var datter af kong Fuad 1. af Egypten og Nazli Sabri og søster til kong Farouk 1. af Egypten. Hun blev uddannet i Schweiz og talte engelsk og fransk flydende ved siden af sit modersmål arabisk. Hun blev forlovet med Irans tronfølger i 1938 og gift med ham i 1939. Parret havde ved ægteskabets indgåelse kun mødt hinanden en gang. (De fik en datter). Hun blev Irans dronning, da ægtefællen besteg tronen i 1941. 
Hun blev kendt i vestlig presse som "Asiens Venus". Under 2. verdenskrig var hun forkvinde for Selskabet til Beskyttelse af Gravide Kvinder og Børn (APPWC). 
Ægteskabet var arrangeret af politiske årsager: ved det forenedes et kongeligt sunnidynasti med et kongeligt shiadynasti. Forholdet mellem ægtefællerne var ikke lykkeligt. Fawzia skal have trivedes dårligt i Iran, som endnu ikke var så udviklet og moderne som Egypten, og været deprimeret på grund af ægtefællens utroskab og seksuelle utilregnelighed. Fawzia lod sig separere fra ægtefællen i 1945 og flyttede tilbage til Egypten, hvor hun fik en egyptisk skilsmisse, som dog ikke var anerkendt i Iran. Hendes iranske og officielle skilsmisse gik igennem i 1948, da parret formelt blev skilt. Den officielle årsag var, at Fawzias helbred ikke kunne tåle klimaet i Iran. Ved skilsmisseaftalen frasagde hun sig forældreretten over sin datter. Samme år fik hendes broder kong Farouk skilsmisse fra sin ægtefælle, og Fawzia overtog dermed den repræsentative rolle som førstedame i Egypten. 
Hun giftede sig i 1949 med løjtnant Ismail Chirine. Parret fik to børn. Fawzia blev i Egypten, efter at hendes broder Farouk blev afsat ved revolutionen i 1952.     